# Úhorná
Úhorná este o comună slovacă, aflată în districtul Gelnica din regiunea Košice. Localitatea se află la altitudinea de 713 m deasupra n.m., se întinde pe o suprafață de 8,83 km2 și în 2017 număra 142 de locuitori.

## Istoric
Localitatea Úhorná este atestată documentar din 1383.

## Demografie
| An:                | 1994 | 2004    | 2014   | 2024   |
| ------------------ | ---- | ------- | ------ | ------ |
| Număr de persoane: | 199  | 150     | 146    | 143    |
| Diferență:         |      | −24,62% | −2,66% | −2,05% |

| An:                | 2023 | 2024   |
| ------------------ | ---- | ------ |
| Număr de persoane: | 141  | 143    |
| Diferență:         |      | +1,41% |